# Deinze
Deinze è una città del Belgio, nella provincia fiamminga delle Fiandre Orientali. Nel 2014 aveva una popolazione di circa 30 000 abitanti.

## Luoghi d'interesse
- Castello di Ooidonk